# ديمتريوس مورايتيس
ديمتريوس مورايتيس (باليونانية: Δημήτρης Μωραΐτης)‏ مواليد 3 فبراير 1999 في ماروسي، أثينا، اليونان، هو لاعب كرة سلة يوناني. بدأ مسيرته الاحترافية في سنة 2014. يحمل الرقم 21. يبلغ طوله 6 قدم 4.5 بوصة (1.9 م). لعب مع نادي بانيونيس لكرة السلة ونادي إيه إي كي لكرة السلة في الدوري اليوناني لكرة السلة.

## روابط خارجية
- ديمتريوس مورايتيس على موقع الاتحاد الدولي لكرة السلة (الإنجليزية)
- ديمتريوس مورايتيس على موقع كرة السلة الأوروبية.كوم (الإنجليزية)
- ديمتريوس مورايتيس على موقع DraftExpress.com (الإنجليزية)
- ديمتريوس مورايتيس على موقع ريلجم (الإنجليزية)
- ديمتريوس مورايتيس على موقع بروبوليرز (الإنجليزية)
- ديمتريوس مورايتيس على موقع سبورتس رفرنس (الإنجليزية)
- ديمتريوس مورايتيس على موقع اللجنة الأولمبية الدولية (الإنجليزية)